# Nemania saladerana
Nemania saladerana är en svampart som beskrevs av G.J.D. Sm. & K.D. Hyde 2001. Nemania saladerana ingår i släktet Nemania och familjen kolkärnsvampar.   Inga underarter finns listade i Catalogue of Life.